# Christian Deegen
Christian Michael Daniel Deegen (* 28. Januar 1798 in Kahla; † 1. Dezember 1888 in Köstritz) war ein deutscher Dahlienzüchter. Er gilt als erster deutscher Dahlienzüchter und gründete 1826 in Köstritz die erste kommerzielle Dahliengärtnerei in Deutschland.

## Leben
Schon 1812 züchtete Deegen als Vierzehnjähriger seine ersten Dahlien aus Knollen einfachblühender Exemplare, die er aus dem Schlosspark Belvedere in Weimar erhalten hatte. 
1824 zog er nach Köstritz und kaufte das Fürstliche Palais mit dem dahinterliegenden Garten.
Ab 1826 betrieb Christian Deegen dank eines Lottogewinns die erste deutsche Handelsgärtnerei für Dahlien und züchtete dort weitere Sorten. Er erstellte Kataloge mit seinen Züchtungen und versandte die Bestellungen bis nach Frankreich, Norwegen und Russland. So verhalf er der Dahlie zu einer weiten Verbreitung auch über die Grenzen Deutschlands hinaus.
Die älteste noch im Handel befindliche deutsche Dahliensorte ist die 1881 von Deegen gezüchtete Kaiser Wilhelm I., eine orangenfarbene Balldahlie.

## Bedeutung

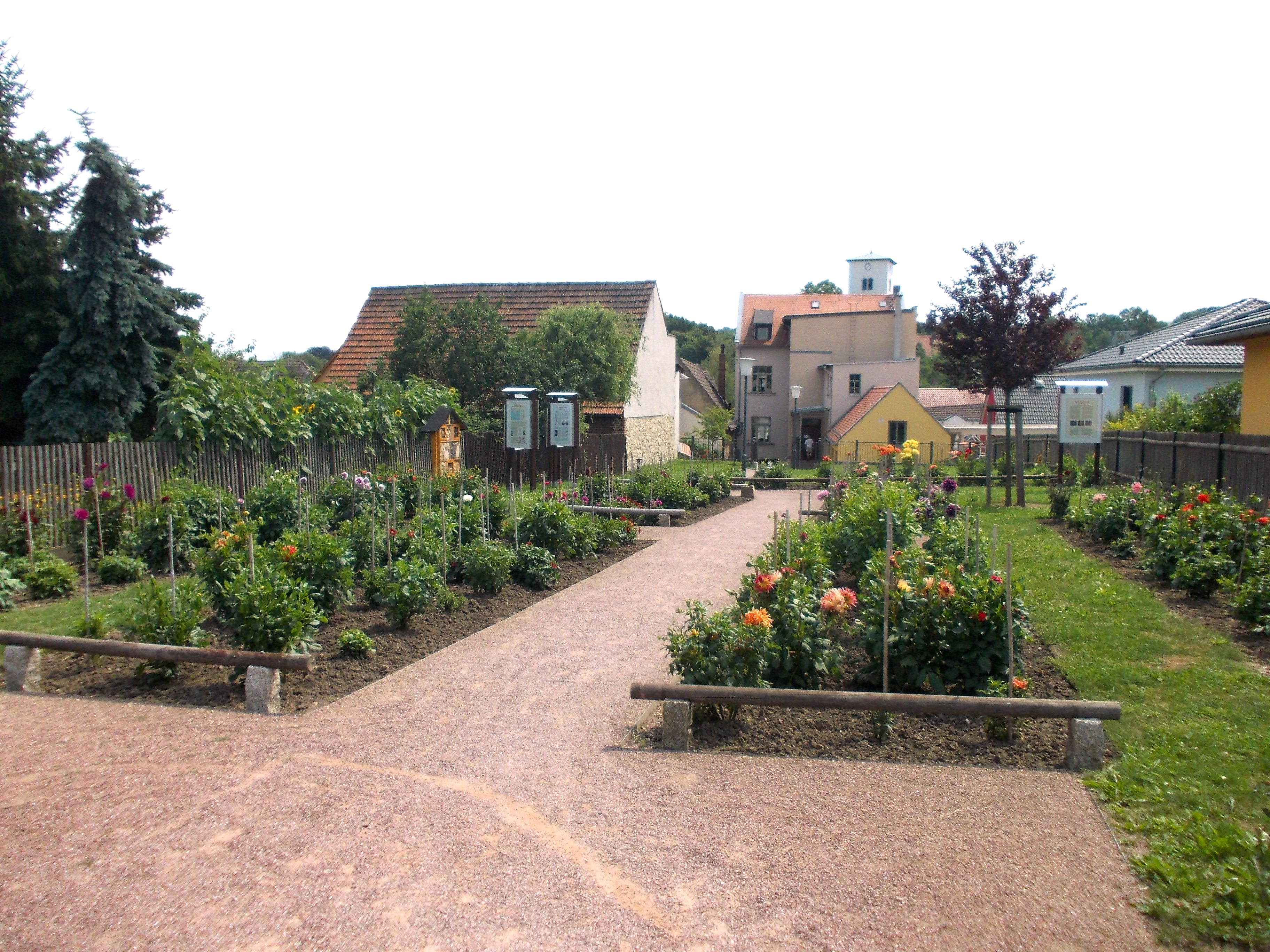
Schau- und Lehrgarten des Dahlienzentrums

In der Folge des Wirkens von Christian Deegen gründeten sich mehrere Gartenbaubetriebe in und um Köstritz, die zum Teil heute noch als Betrieb Paul Panzer, Gartenbaubetrieb Schade und Betrieb Franz Deegen - Nachf. bestehen.
1928 wurde der noch heute existierende erste Dahliengarten der Welt in Gera angelegt.
Anlässlich der Bundesgartenschau Gera und Ronneburg 2007 wurde das Dahlien-Zentrum Bad Köstritz eröffnet und beherbergt neben einer Dauerausstellung mit einem Schau- und Lehrgarten und das Deutsche Dahlien-Archiv.
Zu Ehren der Dahlie und der Dahlienzucht findet in Bad Köstritz das alljährliche Dahlienfest statt. Im festlichen Rahmen wird jeweils für ein Jahr die Dahlienkönigin gewählt. Eine ihrer Aufgaben ist es, die Sieger der Wahl der Schönsten Dahlie bekanntzugeben und zu ehren.

## Ehrungen

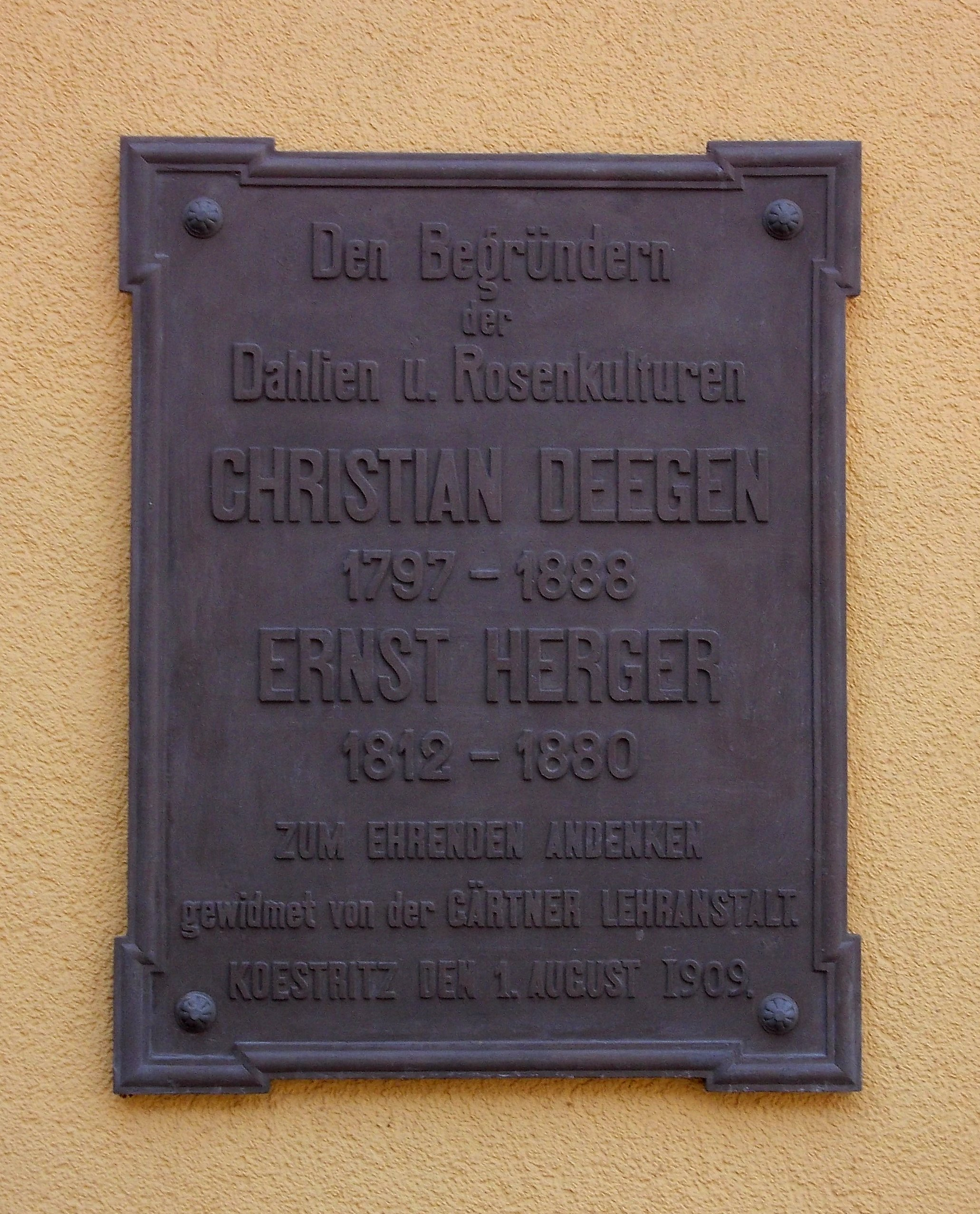
Gedenktafel für Christian Deegen und Ernst Herger

### Gedenkmedaille
Seit 1997 wird jährlich die Christian-Deegen-Gedenkmedaille, für erfolgreiche Dahlienzüchter in Deutschland, auf Empfehlung der Deutsche Dahlien-, Fuchsien- und Gladiolen-Gesellschaft durch die Stadt Bad Köstritz vergeben.

### Gedenktafel
Eine nachgegossenen Gedenktafel für die Begründer der Dahlien- und Rosenkulturen in Bad Köstritz, Christian Deegen und Ernst Herger befindet sich heute am Eingang zum Dahlien-Zentrum Bad Köstritz.